# 金鱼镇
金鱼镇，是中华人民共和国四川省广汉市下辖的一个乡镇级行政单位。2019年12月，撤销和兴镇，将原和兴镇场镇社区、宝堂村、双江村、永和村、红安村、安平村、亲民村所属行政区域划归金鱼镇管辖。

## 行政区划
金鱼镇下辖以下地区：
街道社区、鹄鸣村、白鹤村、菱角村、黄家店村、花塘村、月湾村、白云村、凉水井村和青㭎村。